# Leucandra hentscheli
Leucandra hentscheli är en svampdjursart som beskrevs av Brøndsted 1928. Leucandra hentscheli ingår i släktet Leucandra och familjen Grantiidae.
Artens utbredningsområde är havet utanför Sydafrika. Inga underarter finns listade i Catalogue of Life.